# Веденсвил
Веденсвил (фр. Wädenswil, итал. Wädenswil) је град у средишњој Швајцарској. Веденсвил је значајан град кантона Цирих, где је важно средиште његовог јужног дела.

## Природне одлике
Веденсвил се налази у средишњем делу Швајцарске. Од најближег већег града, Цириха град је удаљен 25 км југоисточно.
Рељеф: Веденсвил је смештен на јужној обали Циришког језера. Обала се стрмо издиже изнад обале, па је град стешњен између језера и оближњих Алпа. Надморска висина насеља је око 410 метара.
Клима: Клима у Веденсвилу је умерено континентална.
Воде: Веденсвил је смештен на јужној обали Циришког језера.

## Историја
Подручје Веденсвила је било насељено још у време праисторије и Старог Рима, али није имало велики значај.
1240. године први пут се спомиње насеље под овим именом.
Почетком 16. века, у доба реформације, грађани су примили протестантизам.
Током 19. века Веденсвил се почиње полако развијати и јачати привредно. Ово благостање се задржало до дан-данас.

## Становништво
2010. године Веденсвил је имао преко 20.000 становника. Од тога приближно 20,5% су страни држављани.
Језик: Швајцарски Немци чине традиционално становништво Веденсвила и немачки језик је званични у граду и кантону. Међутим, градско становништво је током протеклих неколико деценија постало веома шаролико, па се на улицама Веденсвила чују бројни други језици. Тако данас немачки говори 85,0% градског становништва, а прате га италијански (3,9%) и српски језик (1,9%).
Вероисповест: Месни Немци су у 16. веку прихватили протестантизам. Међутим, последњих деценија у граду се знатно повећао удео римокатолика. Данашњи верски састав града је: протестанти (43,3%), римокатолици (32,2%), атеисти (11,9%), муслимани (5,7%).

## Збирка слика
- Поглед на средиште Веденсвила и Циришко језеро
- Стари део Веденсвила
- Протестантска црква
- Средња школа